# 割狐塚稲荷神社

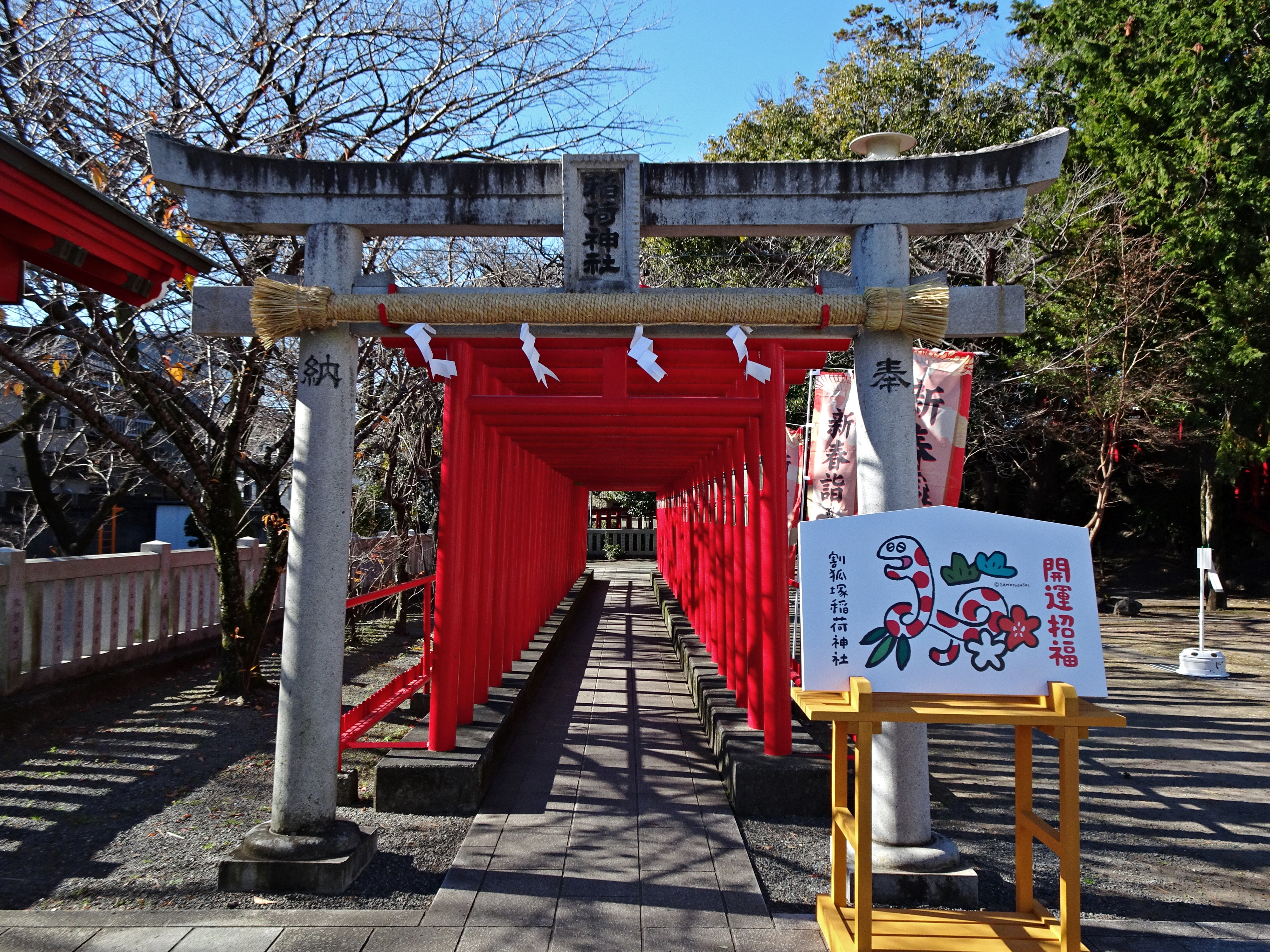
鳥居

割狐塚稲荷神社（わりこづかいなりじんじゃ）は、静岡県駿東郡長泉町下土狩にある神社。正式名は稲荷神社。

## 概要
JR御殿場線・下土狩駅から北北東へ徒歩数分の場所に鎮座している。
古くから下土狩の地に鎮座しており、一説には寛永元年（1624年）の勧請とされる。 江戸時代には、幕府より除地二石余を給せられ、明治8年（1875年）には村社に列せられた。
社殿は一万年前の富士山の溶岩「三島溶岩流」の末端で形成された小高い溶岩塚の上に所在しており、その社殿の脇には狐が住み着いた/飛び出したという伝説される亀裂が入った岩「割狐塚/割狐岩（わりこづか/わりこいわ）」があり、社名の由来ともなっている。
家内安全、商売繁盛、交通安全などの祈祷も行われ、近隣を中心に広く崇敬を受けている。

## 祭神
- 宇賀御魂神

相殿
- 大田命
- 大宮女神